# Matías Téllez

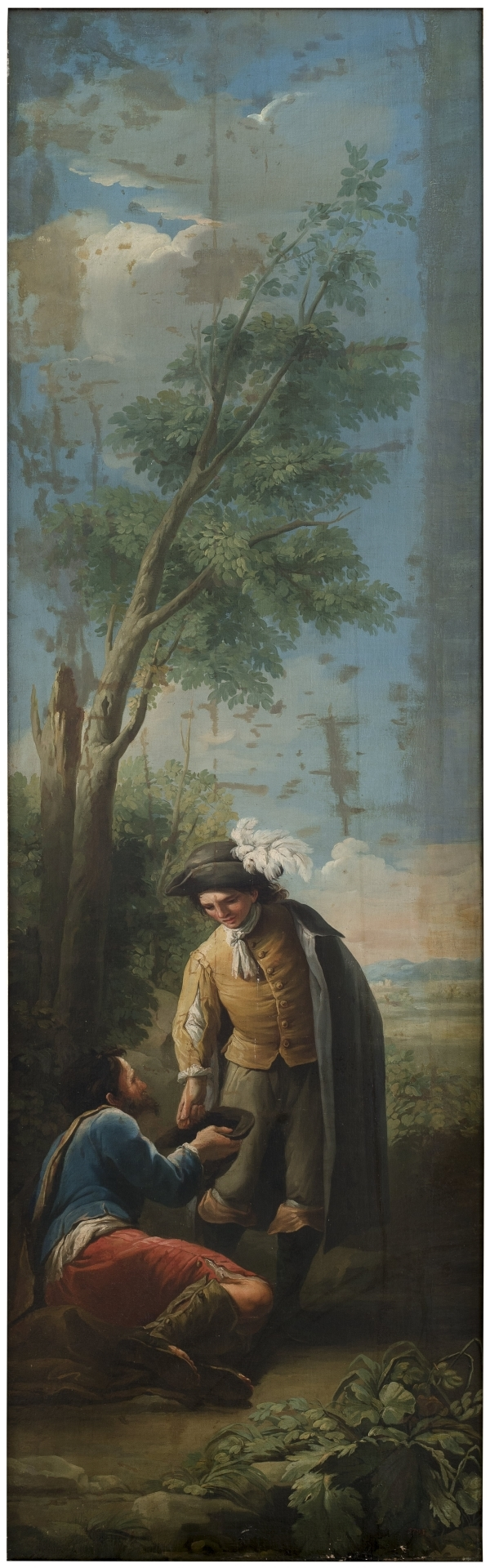
Un joven dando limosna a un pobre, 1773. Óleo sobre lienzo, 285 x 72 cm. Museo del Prado, en depósito en la embajada de España en Londres

Matías Téllez fue un pintor español, documentado en Madrid en la segunda mitad del siglo XVIII, entre 1758 y 1773.
De biografía mal conocida, de 1758 a 1768 se le documenta en trabajos de diversa naturaleza para la duquesa del Infantado y su hijo el marqués de Tábara. Según sus recibos, esos trabajos comprendían, junto a la pintura de retratos e imágenes de devoción, todos ellos en miniatura (de la marquesa, de Nuestra Señora de los Dolores, de la Cara de Dios, de la Magdalena y de santos Teresa de Jesús, Francisco de Sales, Francisco Javier y Juana de Chantal), copias de otros pintores (Ecce Homo de Juan Carreño de Miranda, Adoración de los Reyes de Eugenio Cajés y un Crucificado de Antonio de Pereda), la limpieza y reparación de los cuadros de la colección de los duques y la pintura de escudos de armas y tafetanes.
El 5 de agosto de 1773 Mariano Salvador Maella entregó a Francisco Vandergoten, director de la Real Fábrica de Tapices, seis cuadros que había mandado pintar bajo su dirección a Matías Téllez para que sirviesen de modelos para los tapices que habían de decorar el dormitorio de los príncipes de Asturias en la zona de palacio del Monasterio de El Escorial. Dos, por sus dimensiones, eran cartones para paño central; el primero de ellos, el descrito como «una señora a caballo que encuentra un cazador con sus criados y perros, el que presenta a la dama la zorra», de diez pies y ocho dedos de alto por ocho pies y ocho dedos de ancho (292,6 x 236,8 cm), fue inventariado poco más tarde en la Real Fábrica a nombre de Salvador Maella, y en 1786, en un nuevo inventario, se asignó su autoría a Ginés Andrés de Aguirre, atribución con la que ingresó en el Museo del Prado en 1870, localizándose actualmente depositado por el museo en el Centro de Estudios Políticos y Constitucionales de Madrid con el título de La dama del quitasol. El segundo de los cartones para paño central, citado como un joven a caballo con dos criados y perros para la caza, él a la puerta de la venta, recibiendo el refresco por la mano de la criada... y ahora titulado Mujer dando de beber a un jinete, ingresó en el museo en la misma fecha y, como el anterior, estuvo atribuido en la Real Fábrica a Maella y más adelante también a Aguirre.
El tercero de los cartones de esa serie, zorra, conejos y perdices, todo muerto. Un perro que lo acompaña con su arboleda y vista de país, destinado a sobrepuerta, se encuentra en paradero desconocido. De los tres restantes, destinados por sus alargadas proporciones a servir de rinconera o suplemento, se conservan en la embajada de España en Londres, en depósito del Museo del Prado, dos: Un joven dando limosna a un pobre y Mujer lavando al pilón de una fuente, con una composición repetida en este tipo de piezas en la que un gran celaje, ocupando la zona media y superior del lienzo, se ve animado por la elevación de un árbol que lo cruza en diagonal. El tercero, Un lobo cogido en un cepo por una pata, ingresado en el Museo del Prado como todos los anteriores en 1870 con atribución a Aguirre, fue empleado en 1933, cuando se encontraba depositado en el Ministerio de Instrucción Pública, para ampliar y dar un nuevo formato al Cazador cargando su escopeta, cartón de Goya, que en ese momento se atribuía a Ramón Bayeu. La operación de ensamblaje de los dos cuadros, revertida en una compleja restauración hecha en 2014 en el museo para devolver el cuadro de Goya a su estado original, implicó recortes en el cuadro de Téllez y la ocultación del lobo para quedarse solo con el trozo de paisaje.